# 村上由歩
村上 由歩（むらかみ ゆうほ、1995年2月22日 - ）は、日本の元俳優。神奈川県出身。オスカープロモーション所属（最終所属）。同事務所の元男劇団 青山表参道Xのメンバー。

## 略歴
2017年11月14日にザ・プリンス・パークタワー東京でお披露目記者発表会が行われ男劇団 青山表参道X選抜メンバー30名の中に選出される。
2020年10月1日より男劇団 青山表参道Xがリスタートされることになり脱退。
現在は不動産会社に勤務している。

## 人物
- 趣味：フットサル、サッカー[1]
- 特技：殺陣[1]
- 父は俳優の村上弘明 [5]、母は田島都

## 出演

### テレビドラマ
- さくらの親子丼2 六杯目（2019年1月12日、東海テレビ）